# Johann Affelmann

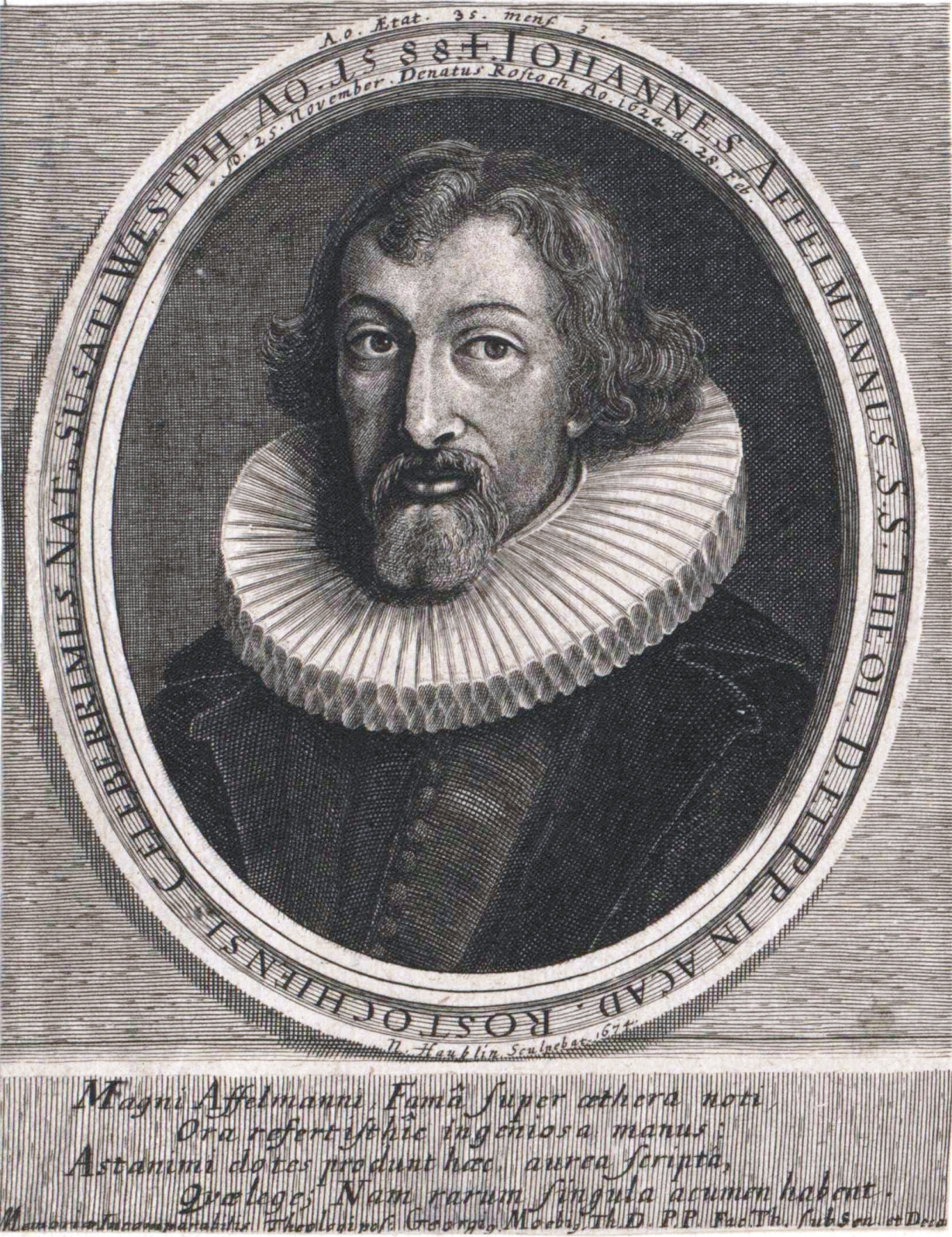
Johann Affelmann, Stich von Nicolaus Häublin (1674)

Johann Affelmann (* 25. November 1588 in Soest; † 28. Februar 1624 in Rostock; auch Johannes Affelmann) war ein deutscher lutherischer Theologe.

## Leben
Johann Affelmann wurde am 25. November 1588 in Soest als Sohn des Patriziers Heinrich von Affelmann geboren und studierte 1603 an der Universität Marburg, 1605 an der Universität Gießen und 1607 an der Universität Rostock. Ab 1609 wirkte er als Professor der Theologie an der Universität Rostock, wo er zuvor schon den Doktortitel erhalten hatte. Diese Stelle als Professor hielt er bis zu seinem Tod am 28. Februar 1624 inne. In den Jahren 1612 und 1618 war er Rektor der Universität Rostock. 50 Jahre nach seinem Tod wurde eine Sammlung seiner Werke, Syntagma exercitationum acad, von Georg Möbius veröffentlicht.